# Oleg Moldovan
Oleg Moldovan (Kisinyov, 1966. október 27. –) olimpiai ezüstérmes moldáv sportlövő.

## Pályafutása
Négy olimpián vett részt. 1988-ban szovjet színekben, 1996-ban, 2000-ben és 2004-ben a moldáv olimpiai csapat tagjaként. A 2000-es sydney-i olimpián ezüstérmet szerzett futócéllövészetben. A 2004-es athéni játékokon a moldáv csapat zászlóvivője volt.

## Sikerei, díjai
- Olimpiai játékok
  - ezüstérmes: 2000, Sydney – futócél